# Kraussia floribunda
Kraussia floribunda là một loài thực vật có hoa trong họ Thiến thảo. Loài này được Harv. mô tả khoa học đầu tiên năm 1842.

## Hình ảnh

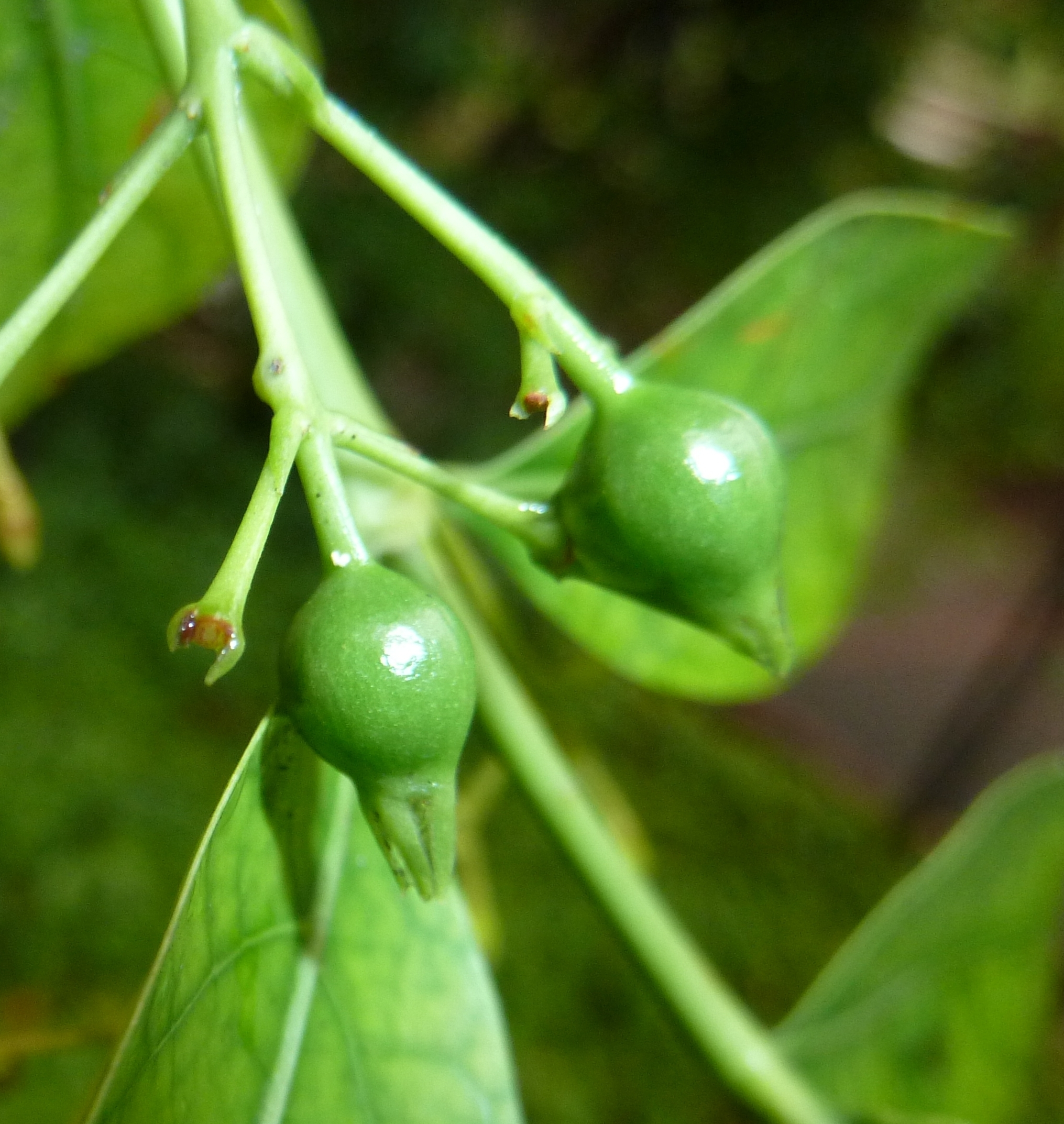
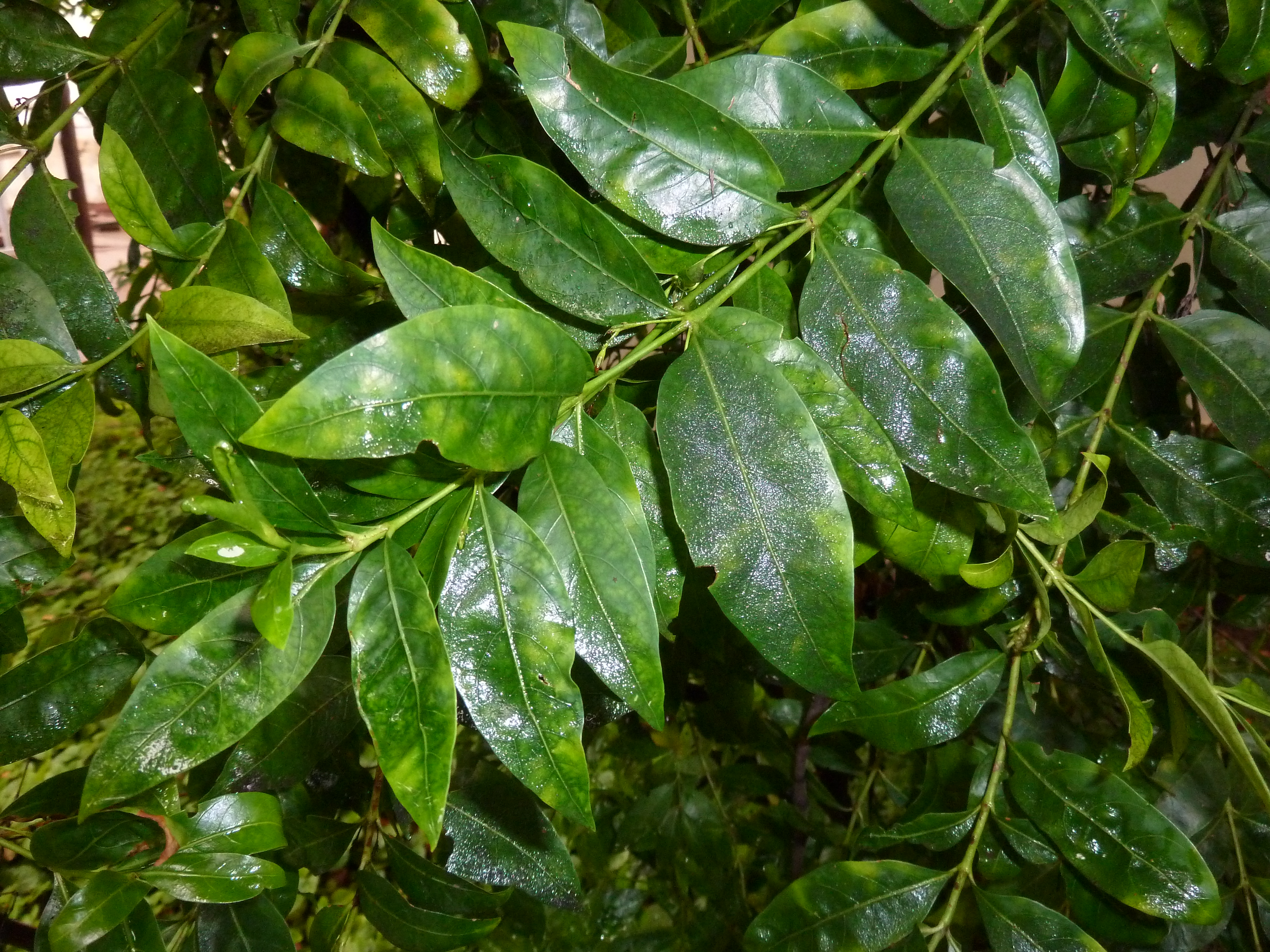
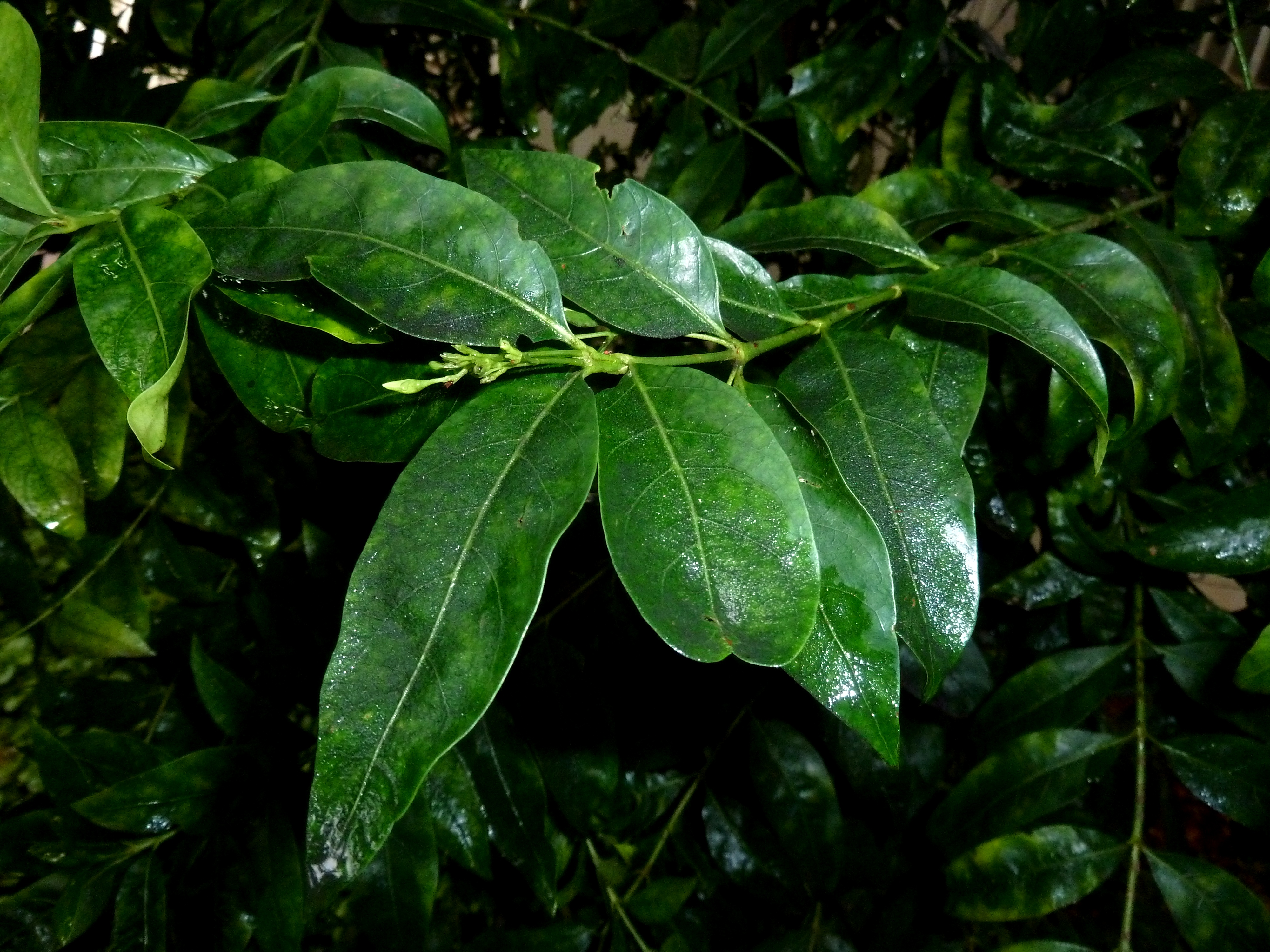
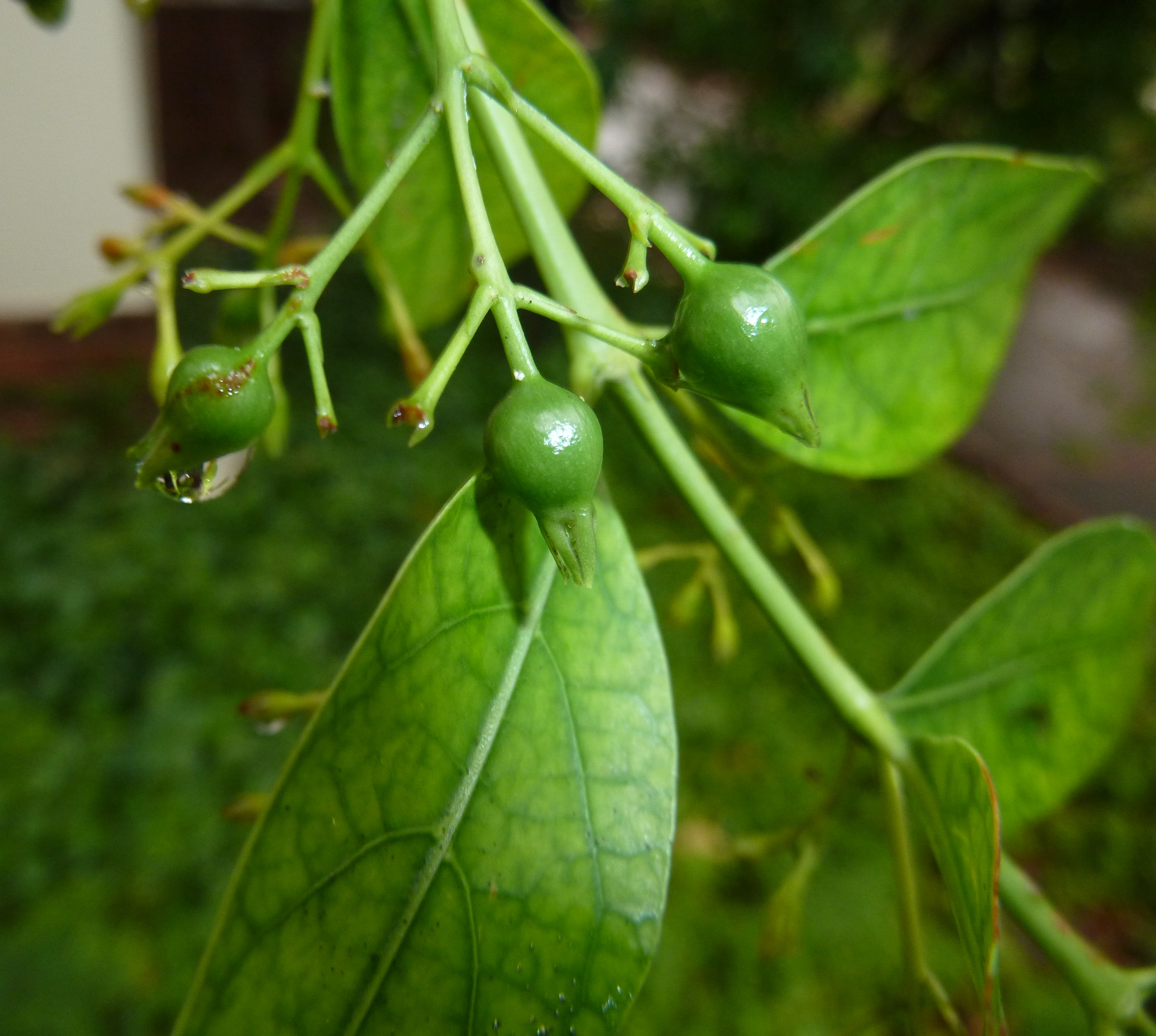